# Oranjebruine vezelkop
De oranjebruine vezelkop (Inocybe vaccina) is een schimmel behorend tot de familie Inocybaceae. Hij vormt ectomycorrhiza. Hij komt voor in loofbossen op rijke zandgronden. Hij groeit in de buurt van de fijnspar (Picea abies) en de zomereik (Quercus robur).

## Kenmerken

### Uiterlijke kenmerken
Hoed
De hoed heeft een diameter van 15 tot 30 mm. De hoed heeft concentrische geordende schubjes. Hoedkleur meestal min of meer fuchsia bruin.
Lamellen
De lamellen staan dicht bij elkaar.
Steel
De steel heeft een lengte van 20-30 mm en een dikte van 3 tot 4 mm. Hij is over de gehele lengte berijpt. Er is geen cortina aanwezig.
Vlees
Het vlees is wit tot bleek geel in de steel en ruikt vaag spermatisch.

### Microscopische kenmerken
De sporen zijn glad en meten 8,5-10,5 × 5,0-6,0. De cheilocystidia zijn cillindrisch-spoelvormig tot subutriform en hebben een wand van 2,5 tot 3,0 mm.

## Verspreiding
De oranjebruine vezelkop komt in Nederland uiterst zeldzaam voor. 